# Posidonia kirkmanii
Posidonia kirkmanii är en enhjärtbladig växtart som beskrevs av J.Kuo och Cambridge. Posidonia kirkmanii ingår i släktet Posidonia och familjen Posidoniaceae. IUCN kategoriserar arten globalt som livskraftig. Inga underarter finns listade.